# Angélica Vale
Pour les articles homonymes, voir Vale.
Angélica María Vale Hartman (née le 11 novembre 1975 à Mexico) est une actrice et chanteuse mexicaine.

## Biographie
Angelica est la fille de l'actrice et chanteuse américano-mexicaine Angélica María et de l'acteur vénézuélien Raúl Vale.
Elle apparaît pour la première fois à la télévision à l'âge de 2 mois dans la telenovela El milagro de vivir (Televisa), dans laquelle sa mère Angélica María joue. En 1978, elle participe à la telenovela Muñeca rota et à deux films : La guerra de los pasteles et El coyote y la bronca. En 1990, elle fait ses débuts dans la comédie musicale Zoila sonrisas, puis joue aux côtés de Rigo Tovar dans le film El gran triunfo. Un an plus tard, elle joue avec sa mère Angélica María et l'acteur Juan Ferrara (en) dans la telenovela El hogar que yo robé (Televisa).

## Filmographie

### Telenovelas
- 1975 : El milagro de vivir : Alejandra
- 1978 : Muñeca rota
- 1981 : El hogar que yo robé : Aurora Velarde, dite Aurorita
- 1982 : Lupita : Guadalupe Nuñez, dite Lupita
- 1986 : Herencia maldita : Adela Beltrán (enfant)
- 1990 : Ángeles blancos : Priscilla
- 1992 : Ángeles sin paraíso
- 1996 : Lazos de amor : Tere
- 1996 : Bendita mentira : Margarita
- 1997-1998 : El secreto de Alejandra : Gloria
- 1998-1999 : Soñadoras : Julieta
- 2001 : Amigas y rivales : Wendy Nayeli Pérez
- 2002-2003 : Las vías del amor : Angélica
- 2002-2006 : La Parodia
- 2005-2006 : El privilegio de mandar
- 2006-2007 : La fea más bella : Leticia Padilla Solís "Lety" / Aurora Mayer de Salinas
- 2007 : Ugly Betty : Angélica (participation spéciale)
- 2009 : Mujeres asesinas : Julia Espinoza Laviada
- 2017 : La fan : Valentina Pérez "Vale" / Valentina Cabrera Gardiazabal "Vale"

## Théâtre
- 2011-2015 : Mentiras: el musical  : Daniela (Invitée)
- 2004 : Los miserables (musical) : Eponine[1]
- José el Soñador (Musical) : Narradora[2]
- 1985 : Mago de Oz. Cuento de Frank Baum : Dorotea
- Cenicienta : Cenicienta
- Atrapada en los 60's
- Vaselina : Sandy
- Mamá Ama el Rock